# Firuz Mustafa
Pour les articles homonymes, voir Mustafa.
Firuz Mustafa (en langue azérie: Firuz Qədimalı oğlu Mustafaev; 18 février 1952, village d'Isali, région de Gadabay de la République socialiste soviétique d'Azerbaïdjan) est un écrivain, dramaturge, philosophe azéri, artiste honoré de la République d'Azerbaïdjan (2019).

## Biographie
Né le 18 février 1952 dans le village d'Isali, région de Gadabay de la République d'Azerbaïdjan, dans une famille d'enseignants. (Cependant, certains documents indiquent qu'il est né en juin ou juillet). En 1975, il obtient son diplôme de la Faculté de philologie de l'Université d'État pédagogique d'Azerbaïdjan. Il a enseigné dans des écoles du district de Saatli pendant deux ans. Il a servi dans l'armée.
Firuz Mustafa a obtenu son diplôme d'études supérieures et a soutenu ses thèses de candidat et de doctorat en philosophie. Pendant de nombreuses années, il a enseigné la philosophie, la littérature mondiale et les études culturelles aux étudiants de premier cycle, de cycles supérieurs et de doctorat. Il a été rédacteur en chef des journaux "Medeniyet" ("Culture"), "Maarifchi" ("Éclaircisseur"), du magazine "Théâtre" et a animé des émissions de télévision populaires telles que "Ilgym" ("Mirage"), "Idrak" ("Cognition"). Il était également le responsable du secteur dramatique de l'Union des écrivains d'Azerbaïdjan.

## Création
Firuz Mustafa est l'auteur de plus d'une centaine d'ouvrages de fiction et de livres scientifiques. Son travail scientifique est lié à l'étude de la mondialisation et des questions culturelles. Le premier livre de Firuz Mustafa ("Le Bosquet des épines. Histoires") a été publié en 1985.
Ses œuvres ont été traduites en de nombreuses langues. Des dizaines de ses pièces ont été mises en scène dans de nombreux théâtres à travers le monde. Les romans "La Porte", "Fleur du Paradis", "Caravane de Mer" ont été traduits en plusieurs langues.

## Récompenses
Firuz Mustafa est lauréat des prix Jabbarli et Humay.

## Famille
Épouse - Hadzhar Huseynova (1960), enseignante ; fille - Guntekin Mustafaeva (1987), psychologue ; fils - Agshin Mustafa (1990), programmeur.